# Danijel Stojković
Danijel Stojković (in serbo Данијел Стојковић?; Belgrado, 14 agosto 1990) è un ex calciatore serbo, di ruolo difensore.

## Carriera
Il 14 febbraio 2017, dopo aver precedentemente giocato nella prima divisione serba, viene acquistato a titolo definitivo dall'Alaškert, club della prima divisione armena; in seguito gioca anche nella prima divisione bielorussa, in quella kazaka ed in quella uzbeka.

## Palmarès

### Club

#### Competizioni nazionali
- Campionato armeno: 1

Alaškert: 2016-2017
- Coppa d'Armenia: 1

Alaškert: 2018-2019